# Anthony Harris (cestista)
Anthony Harris (Chicago, 3 febbraio 1985) è un ex cestista statunitense, professionista nella NBDL.

## Palmarès
- Campione NBDL (2014)